# Scoparia tersella
Scoparia tersella là một loài bướm đêm trong họ Crambidae.